# Sosibiella
Sosibiella is een geslacht van kevers uit de familie bladkevers (Chrysomelidae).
De wetenschappelijke naam van het geslacht werd in 1896 gepubliceerd door Martin Jacoby.

## Soorten
- Sosibiella caeruleipennis (Jacoby, 1896)